# Герб Києва
Герб Ки́єва — геральдичний символ столиці України міста Києва. Чинний герб міста був затвержений та встановлений на фасаді будинку мерії 1995 року. На гербі Києва зображений срібний Архангел Михаїл із вогняним мечем та щитом, на якому є хрест, на синьому давньоруському (варязькому) щиті. Меч символізує захист, золотий хрест — символ світла й християнства, німб — символ святості.

## Історія

### Литовсько-польська та козацька доба
Раніше появу міського герба пов'язували з наданням магдебурзького права. За останніми дослідженнями, Києву надано магдебурзький привілей 1494 року. Проте, дані про герб у цей період були невідомі.
Найстаріше зображення герба Києва в кольорі міститься на міських печатках XVI ст. Дослідник київських печаток Кость Антипович датував найдавнішу печатку з гербом міста приблизно 1500 роком. На ній у заокругленому щиті зображено лук зі стрілою (чи двома стрілами), який натягують дві висунуті з хмари руки. Ймовірно, такий герб символізував порубіжне значення Києва, жителі якого постійно захищалися від нападів ворогів, переважно татар. Традиційно куша або лук фігурували у європейській геральдиці як символ диких і войовничих народів, або регіонів де ведеться війна.
Подібний сюжет (дві руки натягують лук зі стрілою) – міститься в гербовнику Конрада Ґрюненберґа, датованому 1480-ми роками. Це кольорове зображення підписане як герб «короля Русі, який є васалом хана» (König von Russen gehört unter kan). Схожість цього герба із міським київським доволі очевидна, тому можна припустити, що такий символ міг використовуватися в Києві й раніше, ще у XV ст.
У гербовнику Бартоша Папроцького 1578 року вказано, що на гербі міста Києва на той час було зображено св. Юрія, однак вживання такого герба не підтверджується іншими джерелами, тому деякі історики вважають, що Папроцький помилився, і цей герб не мав відношення до Києва.
Герб із кушею пробув київським гербом аж до XVIII століття. Його зображення зафіксоване на міських хоругвах XVII століття, що зберігається в Трофейній колекції Військового музею Стокгольма. Хоча в пізньому середньовіччі київським міським гербом була «рука з кушею», гербом Київської землі слугував Архангел. Так, Київське воєводство в складі Речі Посполитої мало такий герб: червоний щит із зображенням срібного ангела з опущеним мечем і піхвами.
1595 року герб міста міг зазнати змін. Саме тоді київський єпископ Йосиф Верещинський запропонував проєкт адміністративної реформи Києва. Місто мало бути розділено на три окремі самоврядні частини. Для кожного з міст Верещинський запропонував проєкт герба: для Подолу — витягнута з хмари рука, що тримає королівський скіпетр «замість існуючого варварського лука з двома стрілами»; для нагірної «королівської» частини міста — витягнута з хмари рука, що тримає королівський вінець; для Кудрявської гори з замком біскупа — у пересіченому щиті вгорі митра, а внизу герб Верещинських. Проєктам не призначено було здійснитися.
На печатці 1630 року в гербі вже немає хмари, лук видозмінюється в розташований «у стовп» (тобто вертикально) арбалет, який тримає одна рука. Такий трансформований символ маємо на інших київських міських печатках до 1780 року.
За часів Речі Посполитої герб воєводства був відмінним від міського. Його розміщували в трійці найвищих гербів цієї держави — поряд з польським орлом та литовським вершником. За козацької держави герб Архістратига ставили поряд із родовим гербом кожного гетьмана, а за московського панування його введено до великого герба Російської імперії й розміщено в центрі, поряд з двоголовим орлом, та внизу, на щиті сполучених гербів великих князів.

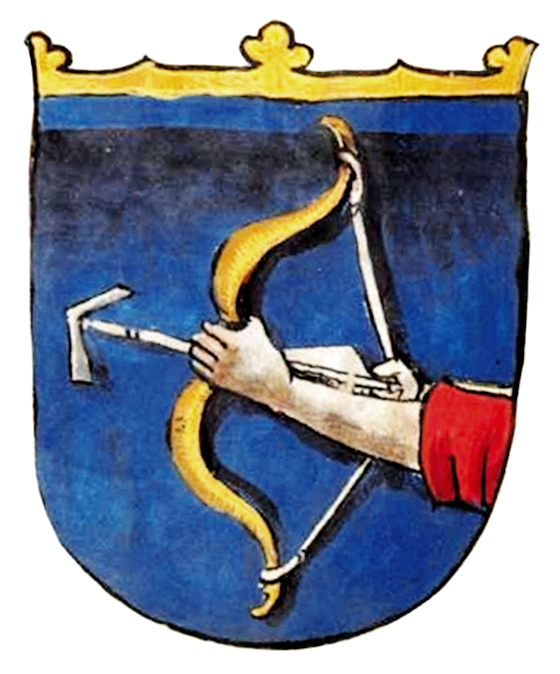
Герб «короля Русі» в гербовнику Конрада Ґрюненберґа (1480)
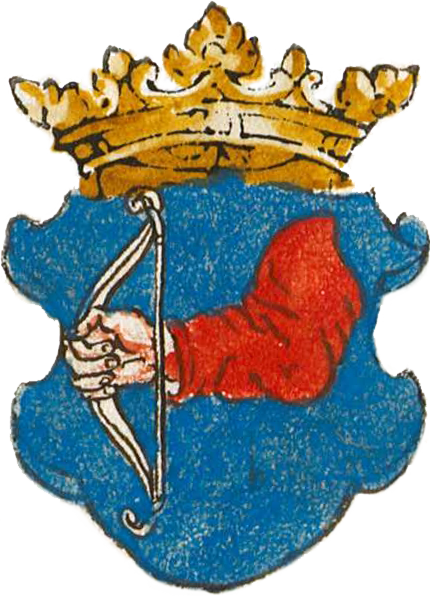
Герб у німецькому гербовнику (XVI ст.)
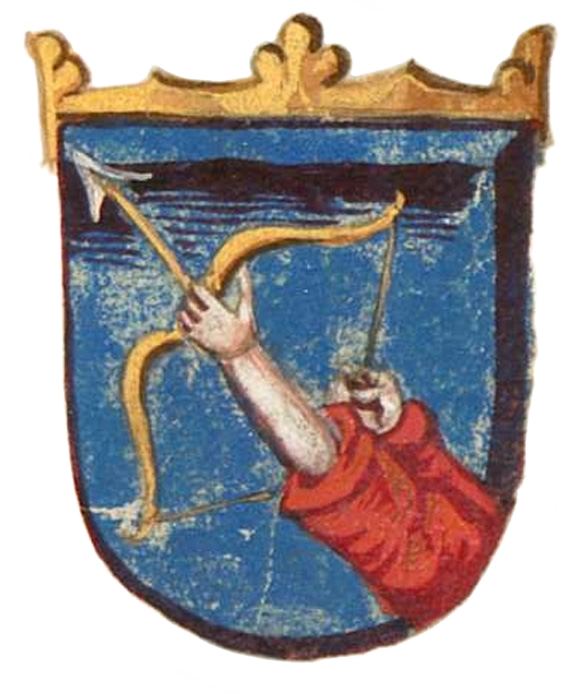
Герб у гербовнику Ортенбурга (1602–1604)
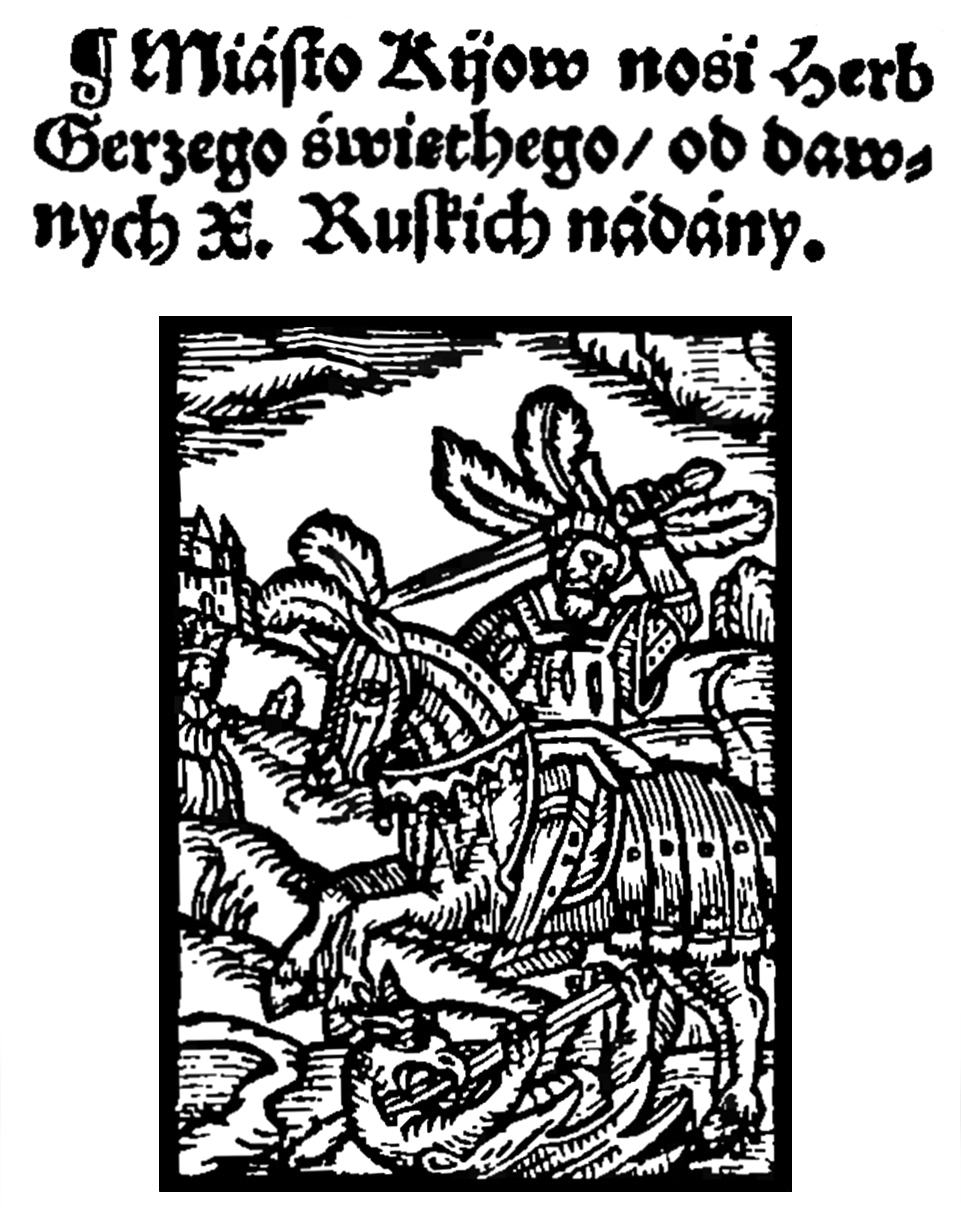
Версія герба Києва у гербовнику Папроцького (1578)
Печатка магістрату (1609–1624)[11]
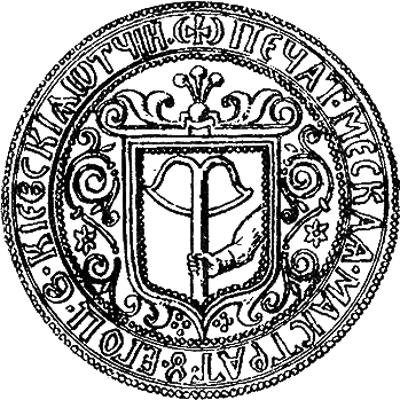
Печатка магістрату (1671–1700)
Герб Києва (середина XVII — кінець XVIII століття, сучасна реконструкція)
Герб Київського воєводства (XVI–XVIII століття)

### Російська імперія
У московській державі не розрізнялися герби міські і герби земельні. Так, «герб Київський» зі срібним Архангелом на блакитному тлі з царського Титулярника 1672 року пізніші дослідники трактують не лише як земельний, але й як міський. Це й же герб виступає в ролі земельного символу Київського полку в Знаменному гербовнику 1730 року.
4 (15) червня 1782 року був затверджений новий герб міста. Російський геральдист Павло фон Вінклер у своїй книзі «Гербы городовъ, губерній, областей и посадовъ Россійской Имперіи, внесенные въ полное собраніе законовъ съ 1649 по 1900 годъ» подає такий опис герба: «Архангел Михаїл у срібному одязі, у лазуровому полі».
Загалом, тенденція заміни старих міських гербів на земельні була характерна для України катерининських часів. Утім, кияни не дуже радо прийняли катерининську реформу. Київський магістрат продовжував використовувати стару печатку з кушею щонайменше два роки по запровадженню нового герба.
З XIX століття зображення Архістратига вміщували на верхній частині гербових щитів багатьох міст Київської губернії — Василькова,Черкас, Канева, Чигирина, Звенигородки й Таращі.
В архітектурі та скульптурі інколи були відхилення від іконографічних зображень герба. Так, на п'єдесталі пам'ятнику Володимиру Великому, відкритого 1853 року, помістили горельєфну емблему Києва з опущеним мечем у руках Архангела.
1859 року геральдист Бернгард Карл фон Кене запропонував герб міста увінчати шапкою Мономаха на згадку про історичний великокняжий стіл, який знаходився в місті, та додати декор — колоски пшениці, перевиті Олександрівською орденською стрічкою (як символ хліборобського центру імперії). На практиці герб Києва під шапкою Мономаха не набув поширення (тим більше, що наступник Кене на посаді керуючого — Олександр Барсуков — повів справу до спрощення міських гербів).
Київська влада була не проти включення шапки Мономаха в міський герб, але просила замість Олександрівської стрічки ввести Володимирську (орден Святого Володимира мав червону стрічку з чорними облямівками). Така пропозиція мотивувалася видатною роллю князя Володимира в історії Києва. Після тривалих зволікань відповідний проєкт було височайше затверджено в лютому 1917 року.

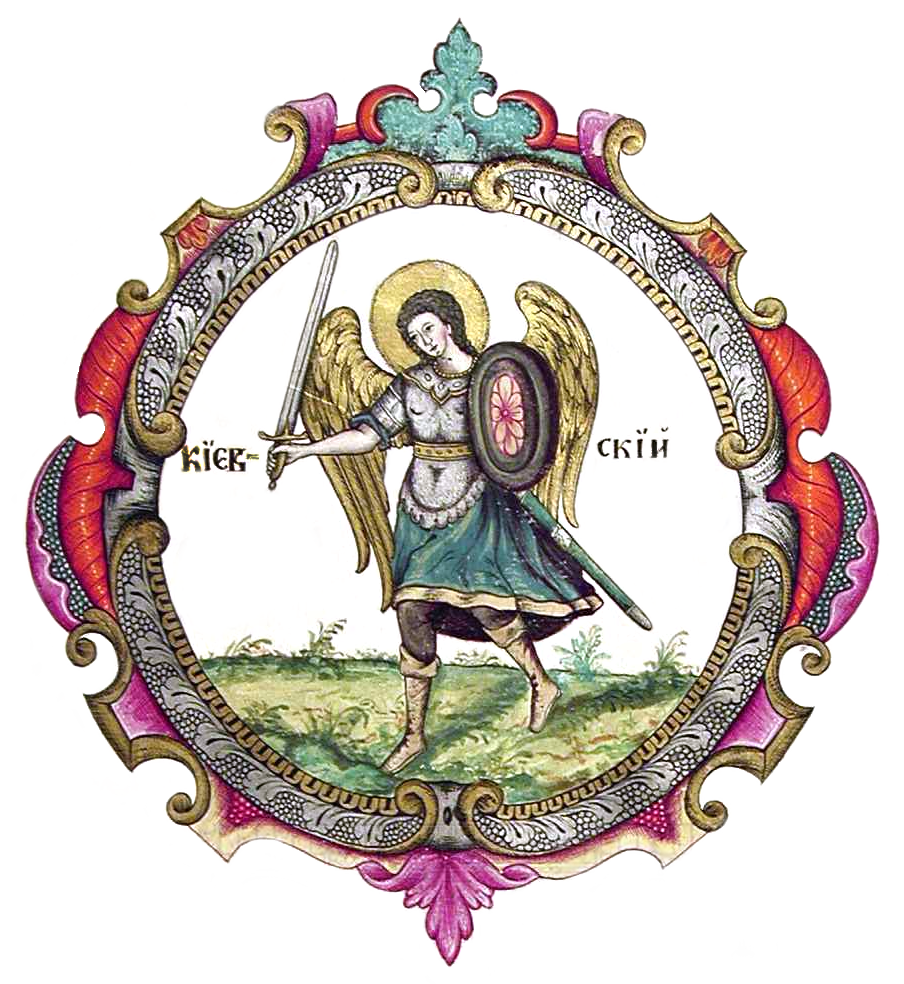
Герб Київщини з Царського титулярника (1672)
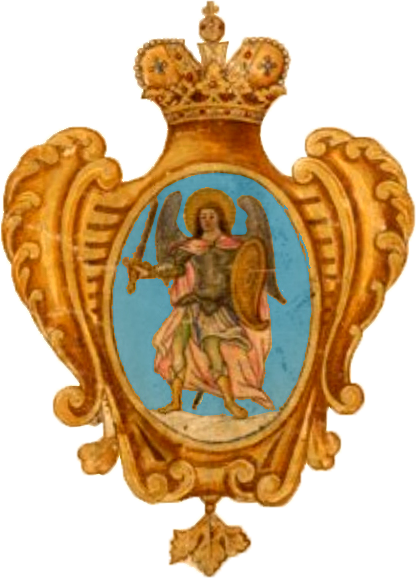
Герб Київського полку (1730)
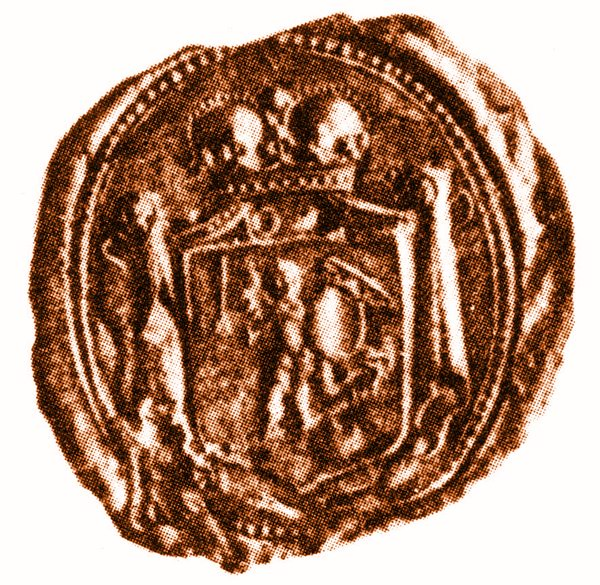
Печатка Київського полку (1738)
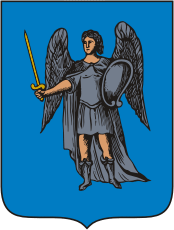
Герб Києва Російської імперії (1782–1917)
Герб Київської губернії (1856–1918)
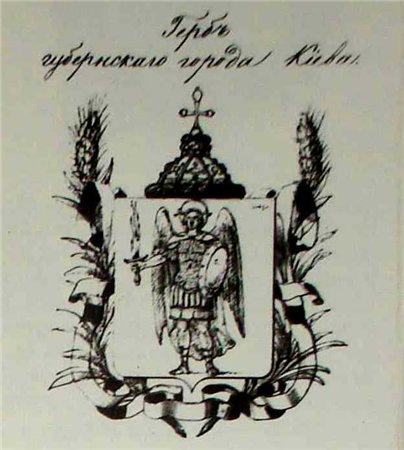
Проект герба Києва (1859)
Герб Києва, затверджений у лютому 1917 року

### Під час Другої світової війни

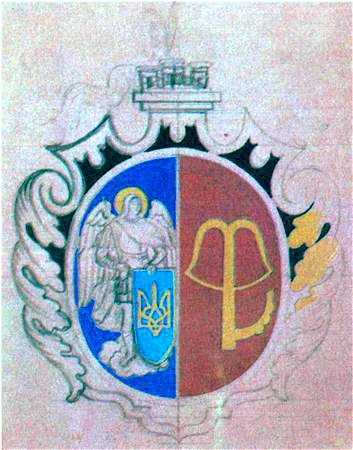
Проєкт Герба Києва А. Середи (1942)

У 1942 р. в окупованому німцями Києві порушили питання про повернення герба міста до вжитку. До створеної німецькою владою Київської міської управи (КМУ) почали надходити численні звернення від українських установ стосовно вживання української національної символіки. У зв’язку з цим 8 червня керівник відділу освіти та культури КМУ І. Солодовник звернувся до директора Музею-архіву переходової доби історика О. Оглоблина з пропозицією створити та очолити експертну комісію з питання української емблематики . До складу створеної О. Оглоблиним комісії увійшли: історикиня Н. Полонська-Василенко, археолог П. Курінний, літературознавці О. Грузинський, С. Драгоманов та В. Міяковський, нумізмат В. Шугаєвський, правник Л. Окиншевич та художник А. Середа. Комісія працювала протягом місяця – з 15 червня до 15 липня, провела 4 засідання , на яких були розглянуті питання щодо національної емблеми «Тризуба», герба м. Києва  та загалом міської геральдики у Західній Європі.
На 3-му засіданні, 1 липня 1942 р., комісія ухвалила «просити п. А. Ф. Середу скласти та представити на наступне засідання графічний проєкт Київського міського герба в трьох варіантах, запропонованих членами комісії». На останньому засіданні комісії 15 липня 1942 р. було розглянуто проєкти висновків: із приводу герба «Тризуб» (доповідала Н. Полонська-Василенко) та з приводу герба м. Києва (доповідали О. Оглоблин та А. Середа). Щодо другого питання було вирішено «після детального обговорення й розгляду проєктів, розроблених графічно п. А. Ф. Середою, […] вважати за найбільш відповідний історичній традиції варіант Київського міського гербу, де поєднано обидва старі історичні герби м. Києва – «Куша» й «Архангел Михаїл». Подати цю пропозицію до Відділу культури та освіти і, в разі позитивного розв’язання питання, рекомендувати п. А. Ф. Середу, як автора художнього оформлення проєкту». Розроблений комісією проєкт не був впроваджений у життя.

### Радянська доба

Герб Києва часів УРСР
(1969–1995)

У радянський час до 1960-х років місто було без герба (є відомості про ініціативу міськвиконкому в 1944–1945 роках щодо розробки київського герба, яка не принесла результату). Проте, коли 1965 року Київ був урочисто нагороджений званням «місто-герой», з'явилося бажання якось відзначити цю «зірку» в міській символіці. Звідси народився задум створити радянський герб столиці УРСР.

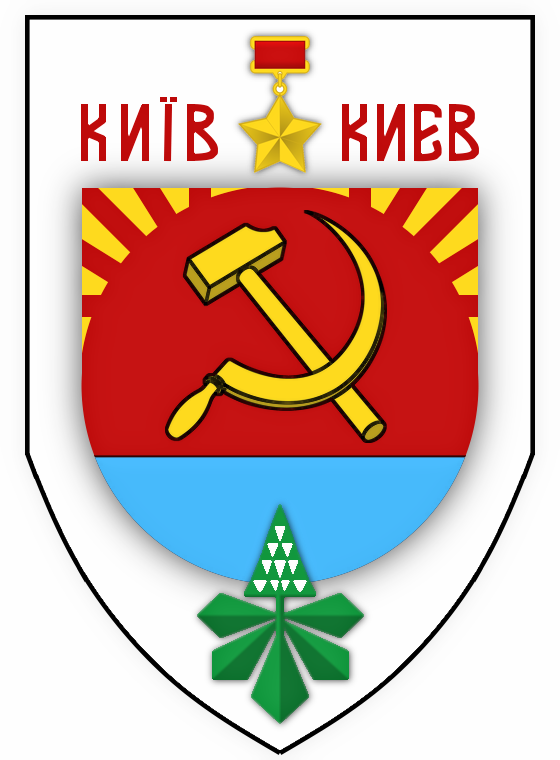
Проект оновленого герба Києва до 1500-річчя міста в 1982 (не було затверджено).

З цією метою в грудні 1966 року було оголошено відкритий конкурс. Він проходив у три тури й тривав до 1968 року. Найкращим був визнаний варіант архітектора-художника Флоріана Юр'єва і скульптора Бориса Довганя. Герб було затверджено 22 серпня 1969 року.
|  | Опис герба: щит, поділений на червону (праву) і синю (ліву) частини, посеред яких розміщувалось стилізоване зображення квітучої гілки каштана, оперезане зображенням стародавнього герба Києва — лука. У верхній частині щита розміщувався напис «Київ». Сам щит був вставлений у щит «слов'янської форми», у горішній частині якого знаходився соціалістичний символ — зображення серпа і молота, а знизу — «Золота Зірка» Героя Радянського Союзу, як знак статусу міста-героя. У цілому, радянський герб Києва не відповідав законам геральдики, а слугував, скоріше, емблемою міста, ніж гербом. |

### Сучасна доба

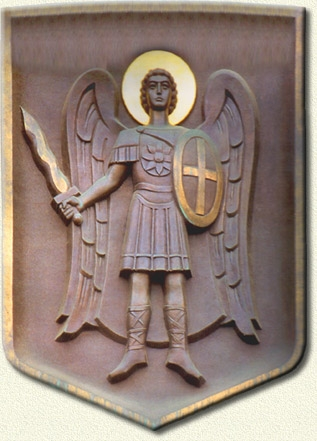
Барельєфне зображення герба Києва, затвердженого Київрадою 1995 року

Після здобуття Україною незалежності герб Києва вкотре було змінено. 1995 року рішенням Київради (за рішення проголосувало 40 депутатів Київради) місту дорадянський герб — стилізоване зображення архангела Михайла. Депутати Київради затвердили наступний опис герба міста:

Один із проєктів герба Києва

У травні 1995 року було затверджено також прапор міста, який містив зображення нового герба — Архангела Михаїла. 

Проєкт герба Києва (автор Ю. Соломінський)

1995 року коли було затверджено герб, у місцевому бюджеті бракувало грошей для його впровадження. Пізніше, коли гроші з'явились, постало практичне питання — які прапори міста слід виготовляти (прапор мав містити архангела з герба). Фірми виготовляли спочатку на фіолетовому, а згодом і на синьому фоні зображення Архістратига у варіанті Г. Куровського, а пізніше з кінця 1990-х років, коли місто очолив Олександр Омельченко, з невідомих причин, — у варіанті Ю. Соломінського.
У березні 2009 року робоча група при Київраді розробила проєкт нового вигляду герба столиці. У його центрі розташована постать Архістратига Михаїла, який тримає у правій руці вогненний меч, а у лівій — овальний щит із арбалетом на ньому. Проте, подальшого затвердження даний проєкт не набув.

Так має виглядати сучасний герб Києва згідно з правилами УГТ

Опис проєкту герба:

## Використання герба

Проєкт герба О. Руденка

27 травня 1995 року герб Києва, освячений представниками всіх релігійних конфесій, установили на фасаді будинку мерії, а прапор міста підняли на щоглі перед будинком Київради.

Герб Києва на дорожньому огородженні

Згідно з Положенням про використання Герба міста Києва, затвердженим розпорядженням голови Київради, герб міста Києва розміщується:
- на будинку Київської міської ради та адміністрації;
- у залі, де проводяться сесії Київської міської ради та засідання виконавчого комітету;
- у залі, де проводяться офіційні переговори за участю голови ради або за його дорученням керівниками міської ради;
- на білетах грошово-речової лотереї, облігаціях місцевої позики;
- на будинках залізничного, річкового, аеро- та автобусних вокзалів, а також на головних автомагістралях на в'їзді до міста Києва (поруч із покажчиками).

Одним із засобів подання та використання герба Києва є прапор міста Києва із зображенням Архангела Михаїла. Використання зображення герба в інших випадках здійснюється за розпорядженням голови Київської міської ради.
Використання зображення герба та прапора міста Києва юридичними особами та громадянами в комерційних цілях здійснюється у порядку, встановленому рішенням Київради від 15 лютого 1994 року № 7 «Про введення збору за право на використання символіки міста Києва».

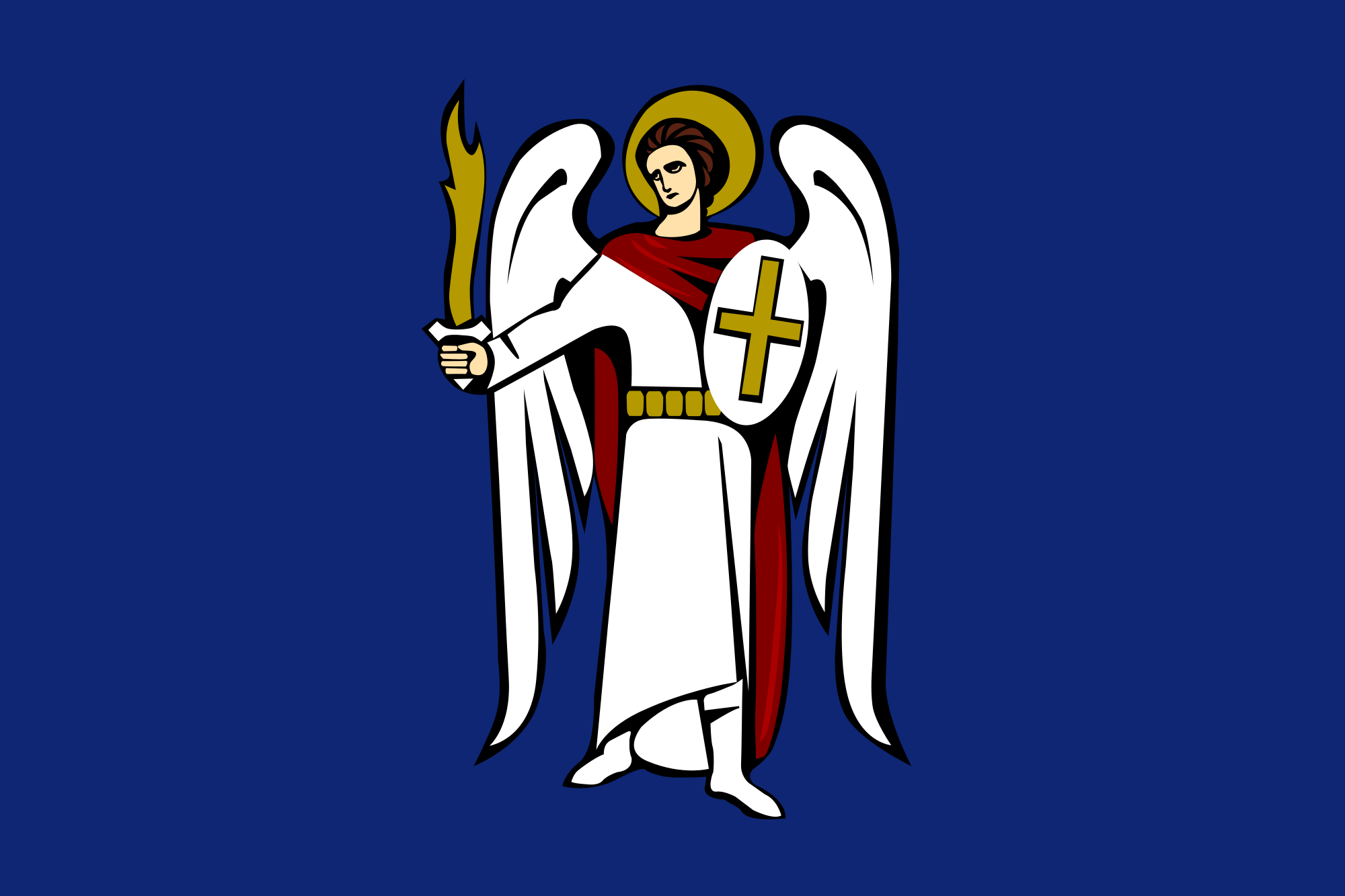
Прапор міста Києва (варіант)

Згідно із розпорядженням голови Київської міської ради народних депутатів від 25 травня 1995 року головний елемент герба мав розташовуватися на прапорі міста Києва:

## Герби сучасних районів Києва
Наразі всі райони міста мають свої герби. Частина цих гербів мають як елемент Архангела Михаїла, що символізує приналежність до Києва.

Герб Голосіївського району
Герб Дарницького району
Герб Деснянського району
Герб Дніпровського району
Герб Оболонського району
Герб Печерського району
Герб Подільського району
Герб Святошинського району
Герб Солом'янського району
Герб Шевченківського району